# こちら志家町6-1
『こちら志家町6-1』（ - しけちょうろくのいち）は、2010年4月10日から2012年3月31日までIBC岩手放送で放送されていたラジオ番組。

## 概要
通称「こち志家」。番組のタイトルはIBC本社の住所である。全てリスナーからの投稿を元に展開される「こち志家HR」、「こち志家恋愛部」、「こち志家クエスチョン」、「マレクミDO-YO?E-YO!専門学校」などの学生・若年層向けのコーナーで構成される。またアーティストがコメント出演して新曲のPRをするコーナーもある。岩手県内在住の学生が当番組に出演してイベントや学園祭等をPRする事もあった。
なお、タイトルの「志家町6-1」は、IBC岩手放送の本社所在地にちなむ。

## 放送日時
- 土曜 21:00 - 22:00

録音番組となっており、収録は主に毎週火曜日の午後に行われる。そのため番組への投稿は、放送日の4日前（毎週火曜の9時）までとなっていた。

## パーソナリティー
- 甲斐谷望（IBCアナウンサー）
- 関向良子

その他レギュラー
- 石井希尚（天国民）

過去のパーソナリティー
- 神山浩樹
- 佐々木由香利

## 備考
- 2011年3月12日と同月19日は東日本大震災関連報道特番のため当番組が休止となった。なお翌週3月26日は題名こそ通常のまま内容を震災関連に変更して放送した。
- 2011年10月改編でパーソナリティー、各コーナーが一新され、よりティーン向けの内容へとリニューアルされた。